# Astragalus brevicalycinus
Astragalus brevicalycinus es una especie de planta del género Astragalus, de la familia de las leguminosas, orden Fabales.
Fue descrita científicamente por Maassoumi.